# Michail Sjamënaŭ
Michail Uladzimiravič Sjamënaŭ (in bielorusso Міхаіл Уладзіміравіч Сямёнаў?; Minsk, 30 luglio 1984) è un lottatore bielorusso, specializzato nella lotta greco-romana.

## Palmarès

### Olimpiadi
- 1 medaglia:
  - 1 bronzo (Pechino 2008 nei 66 kg)